# (73761) 1994 GP5
(73761) 1994 GP5 – planetoida z pasa głównego asteroid okrążająca Słońce w ciągu 3,75 lat w średniej odległości 2,41 j.a. Odkryta 6 kwietnia 1994 roku.